# Monastero di Jvari
Il monastero di Jvari (in georgiano ჯვრის მონასტერი?), o monastero della Croce, è un monastero ortodosso di Mtskheta, in Georgia. Si trova sulla cima di una montagna nei pressi della confluenza dei fiumi Mt'k'vari e Aragvi. Nel 1994 è stato incluso nella lista dei patrimoni dell'umanità UNESCO insieme agli altri monumenti storici di Mtskheta.

## Storia e descrizione
In questo luogo, secondo le fonti georgiane tradizionali, all'inizio del IV secolo Santa Nino, evangelizzatrice della Georgia, eresse una grande croce di legno su quello che allora era il sito di un tempio pagano. La croce era ritenuta miracolosa e quindi attirò numerosi pellegrini provenienti da ogni parte del Caucaso. Una piccola chiesa fu eretta sui resti della croce di legno nel 545 circa. Essa fu denominata "piccola chiesa di Jvari".
L'edificio attuale, chiamato anche "grande chiesa di Jvari", si ritiene essere stato costruito generalmente tra il 586 ed il 605, su iniziativa del principe d'Iberia Stefano I. Questa teoria si basa su un'epigrafe della facciata che fa riferimento ai tre principali costruttori della chiesa: Stefano il patrizio, Demetrio l'ipato ed Ardanase l'ipato. Lo studioso Cyril Toumanoff dissentì da tale impostazione, identificando i tre personaggi in Stefano II, Demetrio (fratello di Stefano I) ed Ardanase II (figlio di Stefano II).
L'importanza del complesso monastico crebbe nel corso del tempo, attirando sempre più pellegrini. Nel Basso Medioevo la struttura fu fortificata con un muro ed una porta, di cui sono sopravvissuti alcuni resti. Durante il periodo sovietico la chiesa fu preservata come monumento nazionale, ma l'accesso ad essa fu reso difficoltoso dalle misure di sicurezza previste a causa della presenza di una vicina base militare. Dopo l'ottenimento dell'indipendenza da parte della Georgia il monastero poté tornare ad essere utilizzato per fini religiosi.
L'edificio è un antico esempio di tetraconch. Tra le quattro absidi vi sono delle nicchie cilindriche a tre quarti aperte allo spazio centrale. Questo dettaglio si trova, oltre che nell'architettura georgiana, anche in quella dell'Armenia e dell'Albania caucasica. L'emblema di tale stile è la chiesa di Santa Ripsima sita ad Echmiadzin. La grande chiesa di Jvari ebbe una forte influenza sull'architettura georgiana e funse da modello per altre costruzioni. Vari bassorilievi che decorano l'esterno della chiesa denotano influenze ellenistiche e sasanidi.
Piogge e venti continuano a causare l'erosione della struttura, mettendone a repentaglio la sicurezza.

## Nella letteratura
Il racconto di Michail Lermontov denominato Il novizio (1840) è ambientato presso il monastero di Jvari.

## Galleria d'immagini

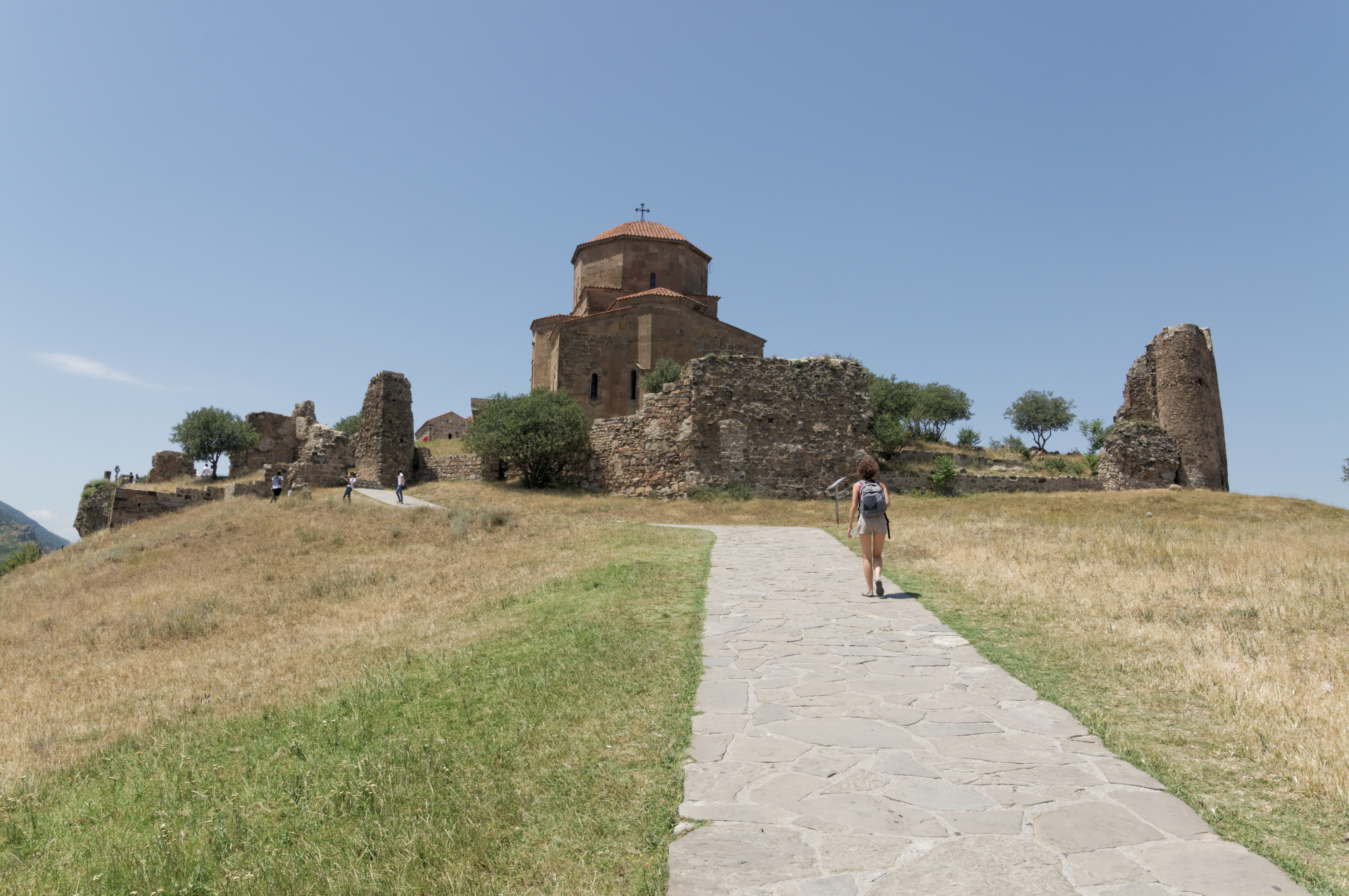
Veduta dell'edificio
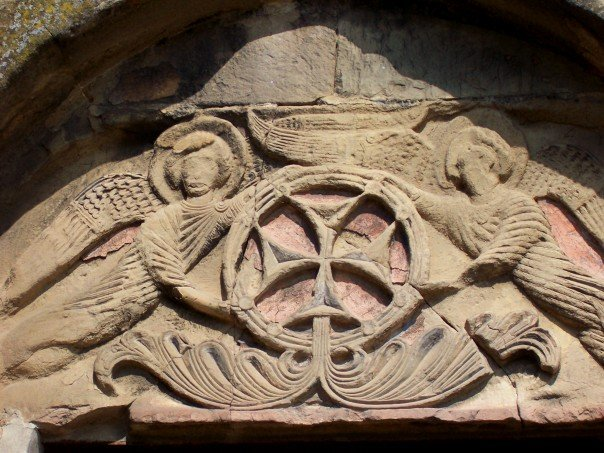
Bassorilievo dell'ingresso
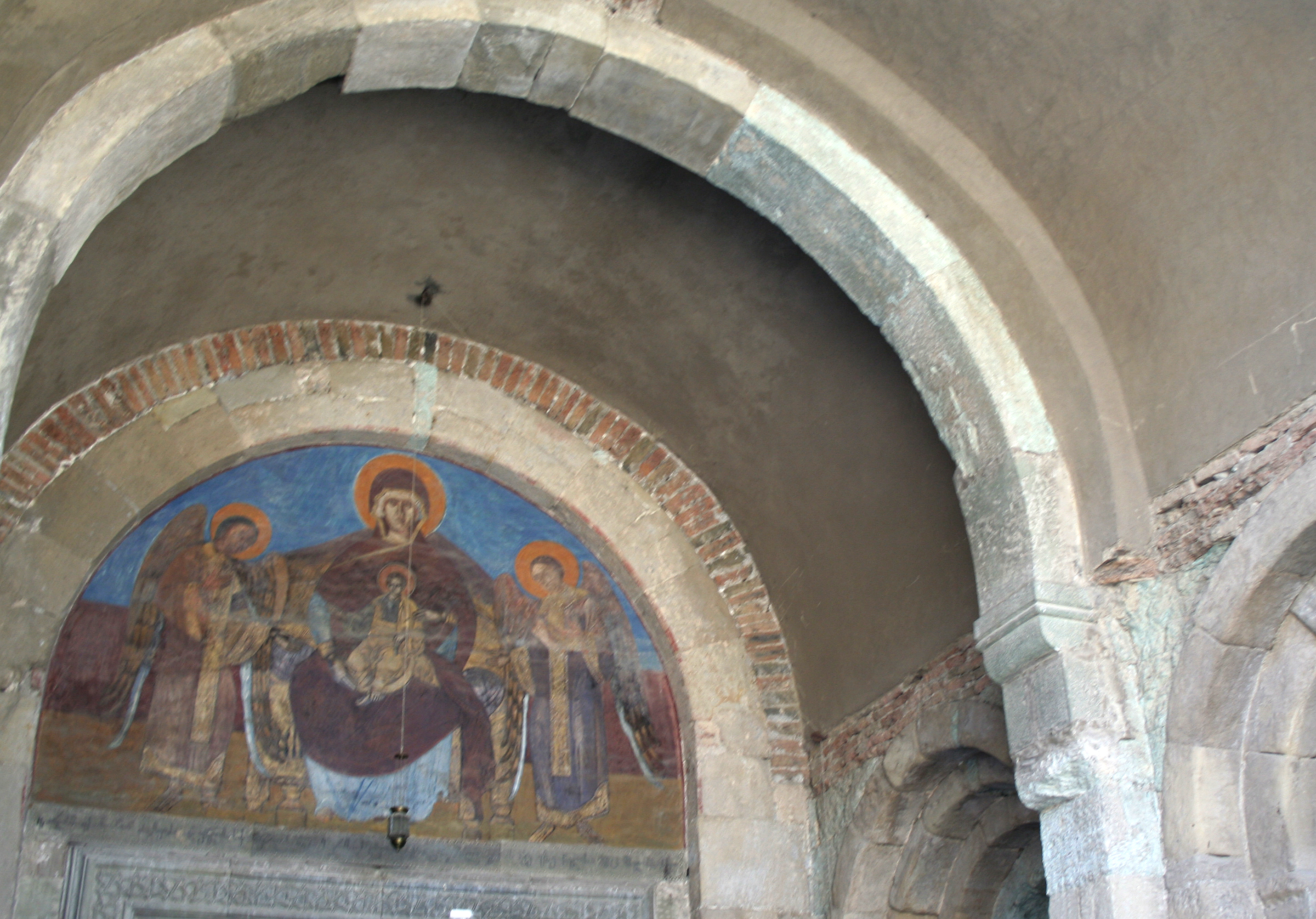
Affresco della facciata occidentale
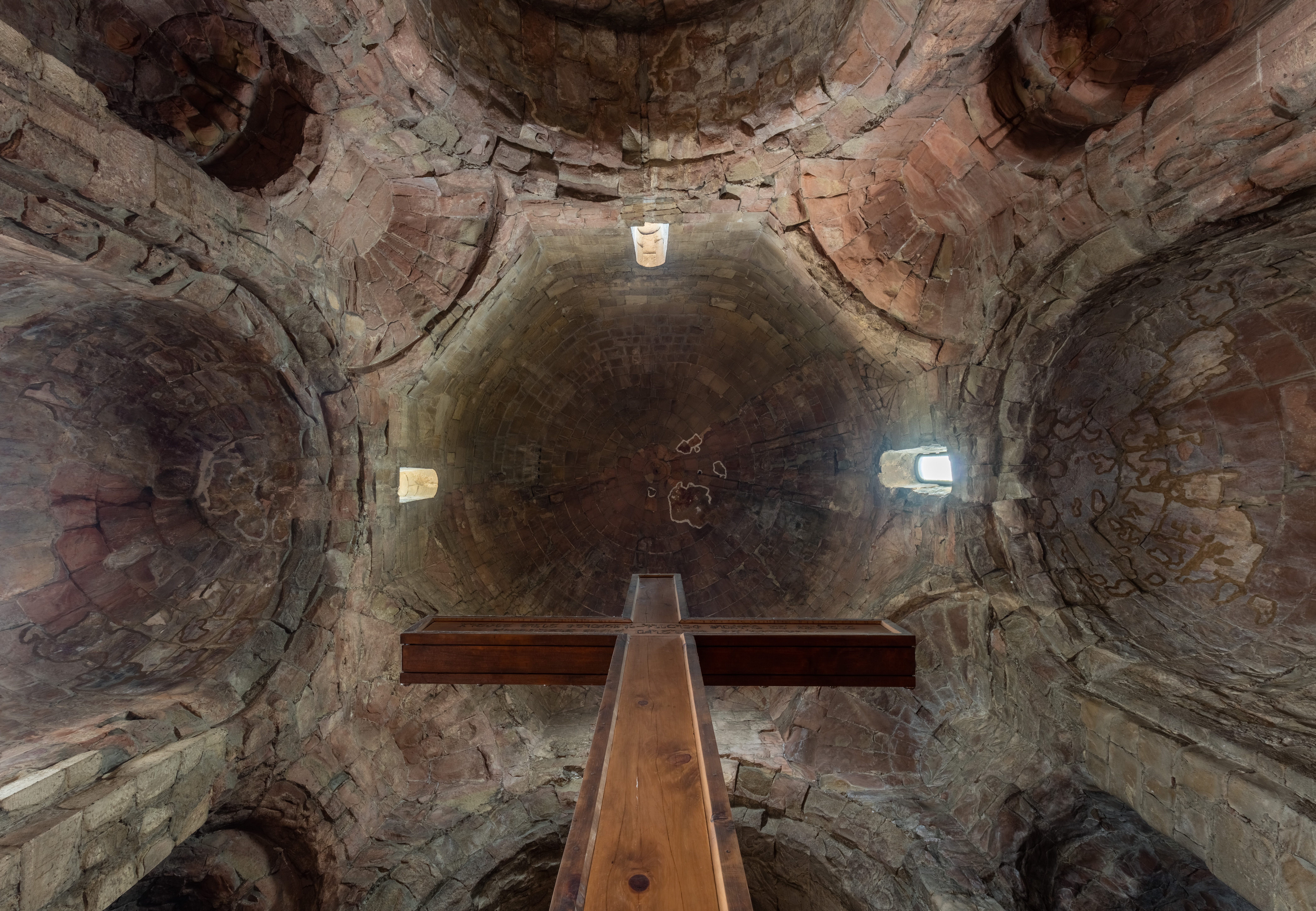
Croce e cupola
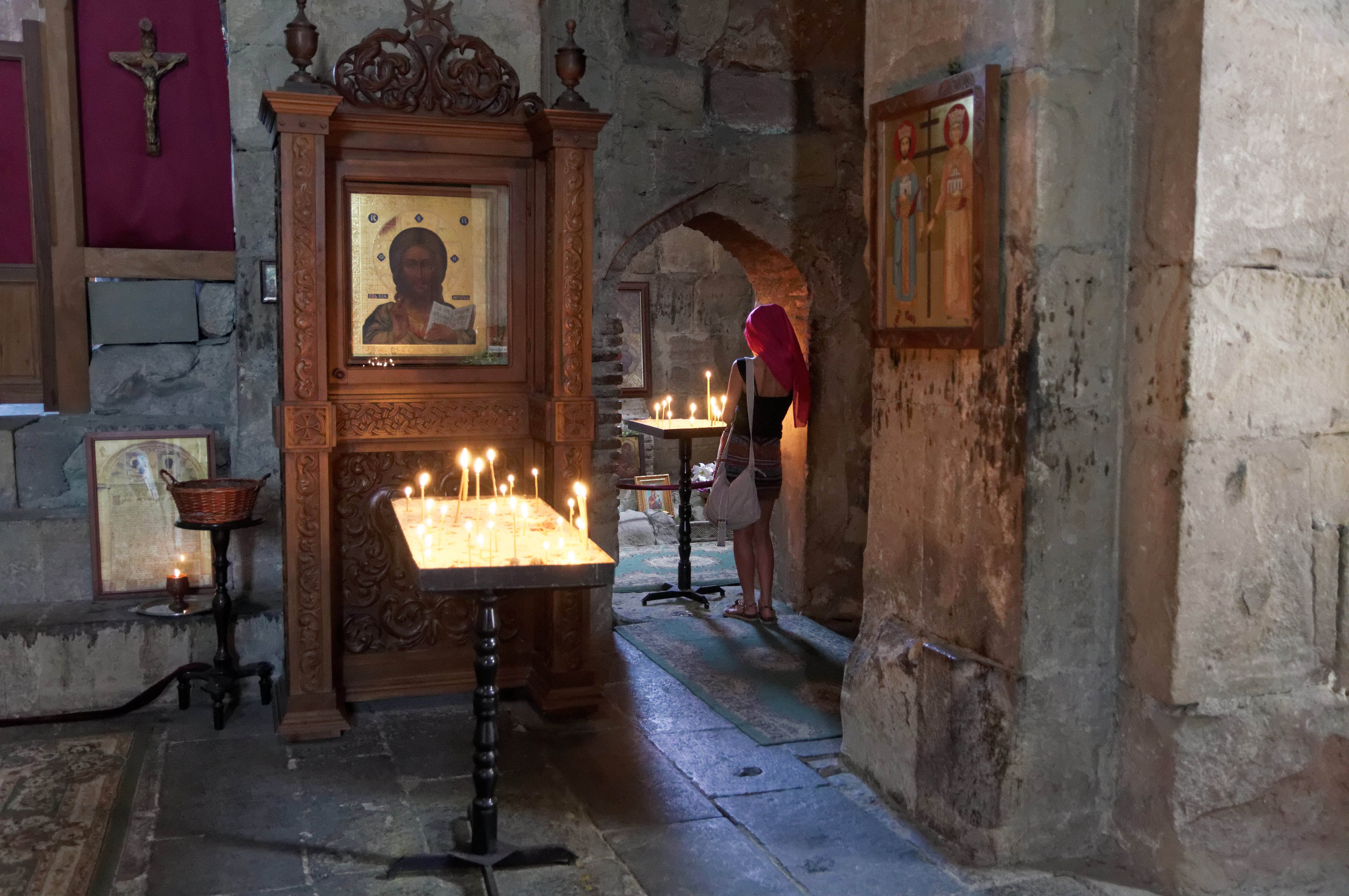
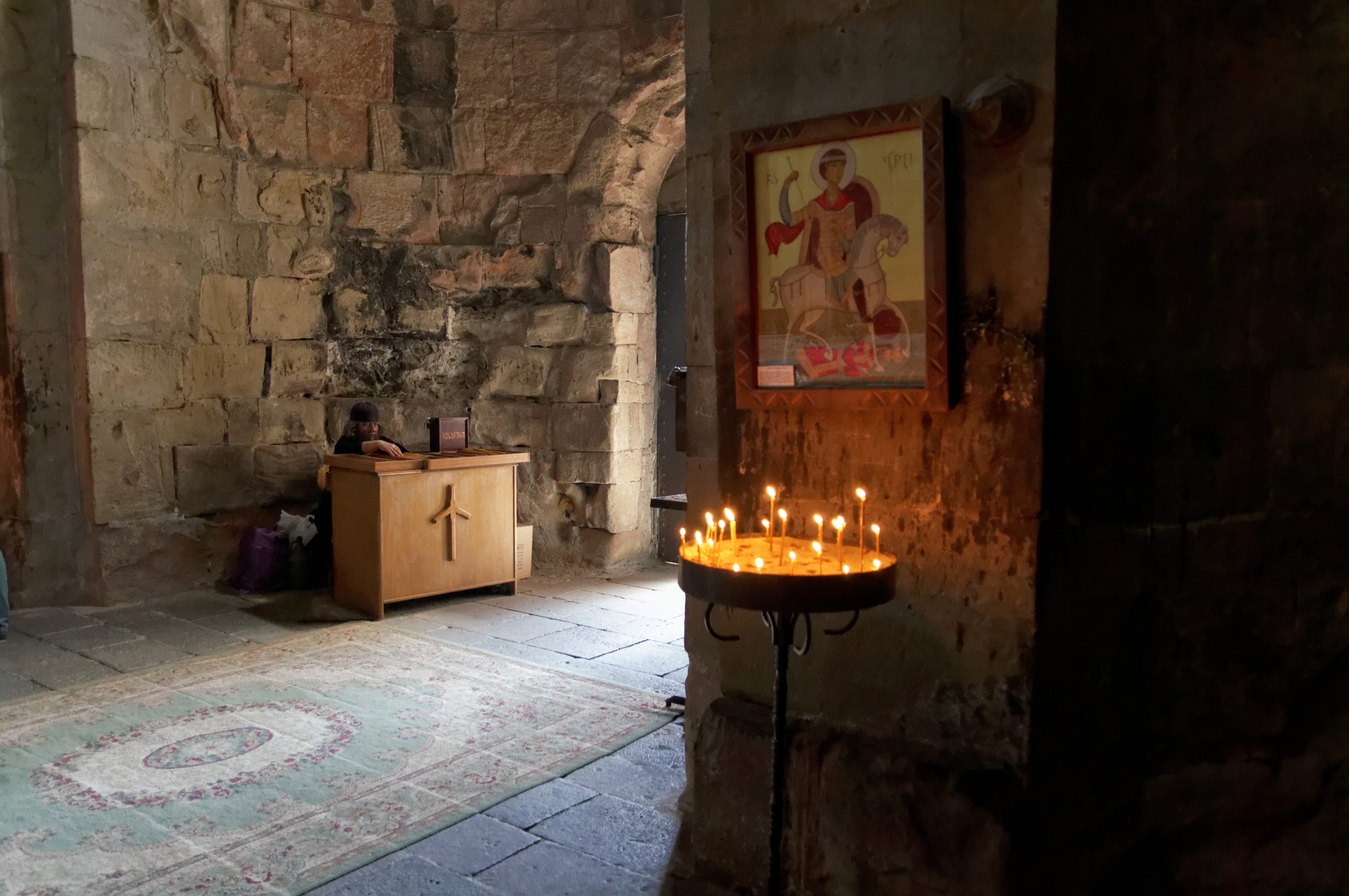